# Дом под звёздным небом
«Дом под звёздным небом» — советский кинофильм 1991 года режиссёра Сергея Соловьёва. Последняя часть трилогии режиссёра «Асса» (1987) / «Чёрная роза — эмблема печали, красная роза — эмблема любви» (1989) / «Дом под звёздным небом» (1991).

## Сюжет
В центре сюжета — семья крупного советского академика Башкирцева (Михаил Ульянов) (параллель с главным героем фильма «Укрощение огня»), преуспевающего учёного. Вернувшись из заграничной командировки, он обнаруживает за собой слежку. На его юбилей муж его дочери Константин приводит своего «товарища по Москонцерту» Валентина Компостерова (Александр Баширов), который ведёт себя крайне вызывающе. Взявшись показать фокус, он перепиливает супругу Константина, а затем, напившись, падает без чувств. На следующий день он заявляет, что не в состоянии теперь, когда «всё зарубцевалось», срастить две половины её тела. В дальнейшем Компостеров ведёт себя как настоящая «нечистая сила», принося в дом Башкирцева смерти и разорение. Башкирцев просит снабдить его охраной, и в его доме появляется всё больше милиционеров.
Дочь Башкирцева Ника (Мария Аниканова) встречает на Арбате юношу Тимофея, который играет на флейте и живёт в пустом ангаре, где строит из ворованных материалов воздушный шар. У них начинается роман.
После смерти и похорон академика, похищенного и замученного странными людьми (их действия пародируют стереотипы о тайных спецоперациях КГБ), его семья улетает в США, где живёт старший сын академика Борис. Ника остаётся, чтобы сделать какие-то дела. Компостеров появляется опять и, пригрозив Константину, оставшемуся в России, смертью, приезжает в дом. Тем не менее, о присутствии Ники Компостеров не знает. Когда он отъезжает за водкой, Константин, Ника и Тимофей сбегают на «Победе», и за ними тут же начинается погоня. Под перекрёстный огонь попадают умственно отсталый сантехник Жора и сам Компостеров, чей труп беглецы видят в изуродованной машине. Тем не менее, вскоре троица вновь сталкивается с Компостеровым, живым и невредимым; на этот раз его застрелил Константин, и якобы погибший монстр растворяется в воде. Когда Константин, Тимофей и Ника начинают подниматься на воздушном шаре, то вновь воскресший Компостеров убивает Костю лазерным лучом, но в конце концов Тимофею и Нике удаётся окончательно убить мерзавца, пристрелив его снова, спалив труп и помочившись на него. Они улетают на воздушном шаре как раз в тот момент, когда подъезжают КГБшники с целью захвата ребят.

## В ролях
- Михаил Ульянов — академик Андрей Николаевич Башкирцев
- Алла Парфаньяк — Соня, его жена
- Дочери Башкирцева:
  - Александра Турган — Лиза, старшая дочь
  - Маша Аниканова — Ника, младшая дочь
- Валерий Светлов — Борис, сын Башкирцева
- Ольга Малинина — Джуди, его жена
- Анна Соловьёва — Катрин, дочь Бориса и Джуди
- Илья Иванов — Константин Кологривов, муж Лизы
- Сева Балян — Женя Кологривов
- Ольга Всеволодская — Рахиль Соломоновна
- Дмитрий Соловьёв — Тимофей
- Александр Баширов — Валентин Компостеров, мелкий бес в различных обличьях (красотка в метро, пограничник)
- Анатолий Сливников — генерал МВД
- Юрий Шумило — Матвей Аркадьевич Тарабанько, телохранитель Башкирцева
- Валерий Перехватов — «Полковник»
- Любовь Якуба — жена генерала
- Геннадий Бордачёв — Гена, шофёр Башкирцева
- Александр Абдулов — сантехник Жора
- Феликс Шультесс — Соловьёв
- Евгений Марков — военный с портретом Башкирцева на похоронах
- Семён Фурман — психиатр
- Юрий Думчев — спортсмен
- Сергей Галкин — Валерьян Капитонович
- в эпизодах — Сергей Курёхин, Дмитрий Калинин, В. Владиславцев, Илья Народовой, В. Носкачёв, Владимир Привалов, Наталья Пьянкова, Светлана Дзасухова (в титрах С. Дзасохова).

## Съёмочная группа
- Сценарий и постановка: Сергей Соловьёв
- Оператор-постановщик: Юрий Клименко
- Художник-постановщик: Марксэн Гаухман-Свердлов
- Режиссёр: Тамара Владимирцева
- Оператор: Виктор Чемендряков
- Монтаж: Веры Кругловой
- Грим: Людмилы Раужиной
- Постановщики трюков: Сергей Воробьёв, Сергей Шолохов
- Каскадеры: Игорь Новоселов, Алексей Лубны, Борис Кащеев, Валерий Довнар
- Костюмы: Натальи Дзюбенко
- Редактор: Елена Цицина
- Музыкальный редактор: Минна Бланк
- Композитор и автор песен: Борис Гребенщиков
- Музыку исполняли «Русско-абиссинский оркестр» и Квартет Анны Карениной (названия, которые использовали участники группы «Аквариум»)
- Произведение «Голубой дворник» исполнено группой «Аквариум»
- Звукооператор: Валерий Рейзес

- Директора картины: Людмила Захарова, Юрий Гришин

## Художественные особенности
В фильме отразились острые коллизии времени создания фильма (начало 1990-х), стремление освободиться от ощущения безнадёжности и сохранить свой дом. Критикам фильм запомнился тем, что «какая-то нечисть, то ли выродившиеся чекисты, то ли недоразвившиеся бандиты унижали и убивали академика Башкирцева, а его жену просто перепиливали пополам».
Монологи и куплеты Компостерова пародируют антисемитизм.
Отсылки к другим произведениям
- Пространный тост Константина Кологривова (Илья Иванов) на юбилее Башкирцева перекликается с «монологом Майора» (Александра Баширова) из первого фильма трилогии «Асса», произнесённом в следственном изоляторе и являющимся чистой импровизацей актёра. В частности, Константин говорит о Гагарине: «Юра… Эх, да что там говорить. Юра был один!». Майор упоминает Гагарина в ином контексте, но схожими словами: «Я не идиот! Юра — он один!». Также это следует считать отсылкой к фильму «Укрощение огня», где главный герой также носит фамилию Башкирцев и имперсонирует С. П. Королёва, и, следовательно, работает вместе с Гагариным.
- Константин Кологривов (Илья Иванов) цитирует  «Мойдодыр» Чуковского (слегка изменённая версия):

Будем, будем умываться

По утрам и вечерам!

А нечистым
 Трубочистам —

Стыд и срам!

- Компостеров (Александр Баширов) цитирует Ветхий Завет (Книга пророка Исаии, глава 11, 6-7):

…лев, как вол, будет есть солому.

И младенец играть над норою аспида, и дитё протянет руку свою на гнездо змеи.

## Награды
- 1992 год — кинопремия «Ника» в категории «Лучшая работа художника» (Марксэн Гаухман-Свердлов)[3][4]
- 1992 год — премия Кинотавр, победитель в категории «Специальная премия в конкурсе „Фильмы для избранных“».